# Barbara McClintock
Pour les articles homonymes, voir McClintock.
Barbara McClintock, née à Hartford (Connecticut) le 16 juin 1902 et morte le 2 septembre 1992 à Huntington, est une scientifique américaine, considérée comme l'une des plus éminentes cytogénéticiennes du XXe siècle. Elle reçoit le prix Nobel de physiologie ou médecine en 1983, pour sa découverte des facteurs génétiques mobiles appelés transposons, qui montrent le caractère mobile du génome. Elle est l'unique lauréate de ce prix dans cette catégorie.
Elle soutient en 1927 une thèse de doctorat en botanique à l'université Cornell où elle avait mené des recherches pointues sur la cytogénétique du maïs, qui restera d'ailleurs son domaine de prédilection durant toute sa carrière.
À la fin des années 1920, elle étudia les chromosomes et leurs modifications pendant la reproduction chez le maïs.
Son travail et ses résultats furent étonnants et très en avance sur l'époque : elle développa des techniques pour observer les chromosomes du maïs et utilisa des analyses faites au microscope pour démontrer nombre de théories génétiques fondamentales, dont celle concernant l'échange d'information génétique par les chromosomes par enjambement durant la méiose. Elle produisit la première carte génétique du maïs, reliant les régions chromosomiques avec des traits physiques et démontra le rôle du télomère et du centromère, deux régions des chromosomes importantes dans la conservation de l'information génétique.
Elle a été reconnue comme une des meilleures de son domaine, gagnant de prestigieux prix reconnaissant sa contribution scientifique et étant élue à la National Academy of Sciences en 1944.
Durant les décennies 1940 et 1950, McClintock a découvert la transposition et l'a utilisée pour démontrer comment les gènes sont responsables de l'activation ou non de caractéristiques physiques. Elle a développé des théories expliquant la répression ou l'expression d'information génétique transmise d'une génération de maïs à l'autre. Rencontrant le scepticisme sur ses recherches et ses implications, elle stoppa la publication de ses résultats en 1953. Plus tard, elle étudia la cytogénétique et l'ethnobotanique d'espèces du maïs d'Amérique du Sud. Ses recherches deviennent mieux comprises dans les années 1960 et 1970, alors que des chercheurs démontrent les mécanismes génétiques et la régulation génique, qu'elle avait précédemment trouvés.

## Biographie
Barbara McClintock est née à Hartford dans le Connecticut, la troisième des quatre enfants du médecin Thomas Henry McClintock et de Sara Handy McClintock. Elle est indépendante à un très jeune âge, un trait que McClintock décrivait comme sa « capacité d'être seule ». Vers l'âge de 3 ans jusqu'à ce qu'elle débute l'école, elle vivait chez sa tante et son oncle au Massachusetts afin de diminuer la charge financière de ses parents alors que son père commençait sa pratique médicale. Les McClintock déménagèrent en 1908 à Brooklyn, New York. Elle a été décrite comme une enfant solitaire et indépendante et comme un garçon manqué. Elle était proche de son père mais avait des relations difficiles avec sa mère.
McClintock a complété son éducation secondaire à la Erasmus Hall High School à Brooklyn. Elle a découvert la science au secondaire, et voulait aller à l'université Cornell pour y continuer ses études. Sa mère résistait à l'idée que ses filles poursuivent des études supérieures, craignant qu'elles deviennent non mariables et que la famille ait des difficultés financières. Toutefois son père est intervenu en sa faveur, et elle entra à Cornell en 1919.

## Éducation et recherche à Cornell
McClintock commença ses études au Cornell's College of Agriculture en 1919. Elle étudia la botanique, et obtient une licence de sciences en 1923. Son intérêt pour la génétique se développe lorsqu'elle suit un cours dans ce domaine en 1921. Ce cours était basé sur un cours similaire offert à l'université Harvard enseigné par C. B. Hutchison, un sélectionneur végétal et un généticien. Hutchinson fut impressionné par l'intérêt marqué de McClintock, et lui téléphona pour l'inviter à participer à ses cours de génétique de second cycle à Cornell en 1922. McClintock accepta l'invitation de Hutchinson car elle désirait poursuivre ses études en génétique : « Obviously, this telephone call cast the die for my future. I remained with genetics thereafter »
Elle obtient son Master of science et son doctorat respectivement en 1925 et 1927, officiellement en botanique. Ce fut la seule femme, durant toute sa scolarité à Cornell qui obtint un diplôme dans le département d'agriculture,.
Durant ses études puis comme assistante postgrade en botanique, McClintock contribua à la formation d'un groupe d'étude dans le tout nouveau domaine de la cytogénèse du maïs. Ce groupe était composé de sélectionneurs de plantes et de cytologistes tels que Charles R. Burnham, Marcus Rhoades, Harriet Creighton et George Wells Beadle (qui est devenu le lauréat du Nobel de 1958 pour avoir montré que les gènes contrôlent le métabolisme). Rollins Adams Emerson, le chef du Plant Breeding Department supportait ces efforts, même s'il n'était pas lui-même cytologiste,.
Les recherches en cytogénétique de McClintock portaient sur le perfectionnement de la manière de visualiser et caractériser les chromosomes du maïs. Cette partie particulière de son travail a influencé toute une génération d'étudiants, et est incluse dans la majorité des livres de référence. Elle a aussi développé une technique de coloration au carmin pour visualiser les chromosomes et a démontré pour la première fois la morphologie des 10 chromosomes du maïs. Ainsi, McClintock a démontré que les chromosomes étaient le support physique de l'hérédité en liant un groupe spécifique de chromosomes à des traits hérités ensemble. Marcus Rhoades notait que l'article publié en 1929 dans Genetics sur la caractérisation de la triploïdie des chromosomes du maïs déclenche l'intérêt scientifique pour la cytogénétique du maïs, et attribuait à sa collègue féminine une dizaine des avancées significatives de ce domaine qui ont été faites par les scientifiques de Cornell entre 1929 et 1935.

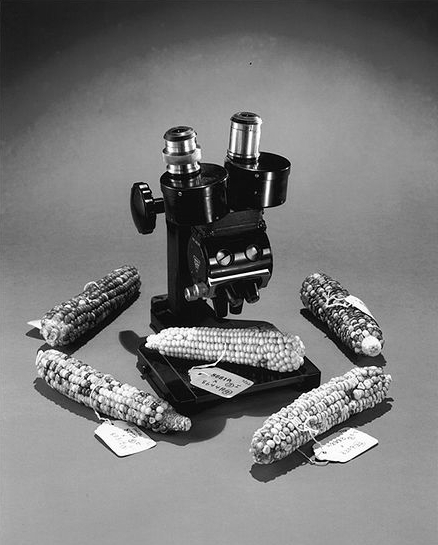
Le microscope de McClintock et des épis de maïs à l'exposition du National Museum of Natural History.

En 1930, McClintock a été la première à décrire l'enjambement des chromosomes homologues durant la méiose. En 1931, McClintock et son étudiante diplômée, Harriet Creighton, ont prouvé le lien entre l'enjambement des chromosomes durant la méiose et la recombinaison des traits génétiques. Elles ont observé comment la recombinaison des chromosomes et le phénotype résultant contribue à l'héritage d'un nouveau trait. Avant ce moment, l'hypothèse voulait que la recombinaison génétique pouvait seulement avoir lieu durant la méiose, bien que cela avait été montré génétiquement. McClintock publia la première carte génétique du maïs en 1931, en montrant l'ordre de trois gènes sur le chromosome 9 du maïs. Cette information apporta des données nécessaires pour l'étude de l'enjambement qu'elle publia avec Creighton. En 1938, elle produisit une analyse cytogénétique du centromère, décrivant l'organisation et le fonctionnement de ce dernier.
Les publications majeures de McClintock, et soutenues par ses collègues, l'ont amenée à être récompensée par plusieurs bourses postdoctorales du Conseil national de recherche. Cet argent lui permit de continuer à étudier la génétique à Cornell, à l'University of Missouri - Columbia, et le California Institute of Technology, où elle travailla avec E. G. Anderson. Durant les étés 1931 et 1932, elle travailla avec le généticien Lewis Stadler au Missouri, celui qui introduisit l'utilisation du rayon X en tant que mutagène (l'exposition aux rayons X peuvent augmenter le taux de mutation significativement, ce qui en fait un outil puissant en génétique).
Durant ces études sur le maïs muté par les rayons X, elle identifia des chromosomes en anneau, qui se forment lorsque le bout d'un chromosome fusionne à lui-même après un dommage dû à la radiation. À partir de ce résultat, McClintock émit l'hypothèse qu'il devait exister une structure à l'extrémité du chromosome qui devrait normalement assurer sa stabilité. Elle montra que la perte des chromosomes en anneau à la méiose cause la variégation des feuilles de maïs des générations subséquentes à l'irradiation résultante de cette délétion chromosomique. Durant cette période, elle démontra la présence de ce qu'elle appela l'organisateur nucléolaire sur la région du chromosome 6, lequel était requis pour l'assemblage du nucléole durant la réplication de l'ADN.
McClintock reçut une bourse de la Fondation Guggenheim ce qui rendit possible six mois de stage en Allemagne durant les années 1933 et 1934. Elle avait prévu de travailler avec Curt Stern, qui avait démontré l'enjambement chez Drosophila quelques semaines après que McClintock et Creighton l'eurent fait. Cependant, en même temps, Stern émigra aux États-Unis. Elle choisit plutôt d'aller travailler en Allemagne avec le généticien Richard B. Goldschmidt. Elle quitte rapidement l'Allemagne à cause des tensions politiques en Europe, et retourna à Cornell, y restant jusqu'en 1936, lorsqu'elle accepta un poste de professeur assistant au département de botanique de l'université du Missouri – Columbia lui ayant été offert par Lewis Stadler.

## Université du Missouri - Columbia
Durant ses années dans le Missouri, McClintock étendit ses recherches sur l'effet des rayons X sur la cytogénèse du maïs. Elle observa la rupture et la fusion des chromosomes des cellules de maïs irradiées. McClintock put aussi démontrer que, chez certaines plantes, une rupture spontanée du chromosome survient dans les cellules de l'endosperme. Durant la mitose, elle observa que les extrémités des chromatides endommagés se rejoignaient après la réplication du chromosome. À l'étape de l'anaphase de la mitose, les chromosomes brisés forment un pont de chromatides, qui se brise lorsque les chromatides se déplacent vers les pôles cellulaires. Ces extrémités endommagées se rejoignent à l'interphase de la mitose suivante, et le cycle se répète, causant d'importantes mutations, ce qu'elle avait détecté comme une variégation dans l'endosperme. Ce cycle rupture, fusion, pontage, aussi décrit comme le breakage–rejoining–bridge cycle, fut une découverte clé en cytogénétique. Cela prouvait, tout d'abord, que la jonction des chromosomes n'était pas un événement relevant du hasard, et ensuite, cela mettait en évidence une source de mutation à grande échelle. C'est, aujourd'hui encore, un centre d'intérêt dans la recherche sur le cancer.
Bien que ses recherches aient progressé à Missouri, McClintock n'était pas satisfaite de son poste à l'université. Elle se souvenait avoir été exclue des réunions de la faculté et n'avoir pas été tenue au courant des postes à pourvoir dans d'autres institutions. En 1940 elle écrivit à Charles Burnham, « I have decided that I must look for another job. As far as I can make out, there is nothing more for me here. I am an assistant professor at $3,000 and I feel sure that that is the limit for me.
Traduction : J'ai décidé que je devrais chercher un autre emploi. Autant que je puisse m'en rendre compte, il n'y a rien ici pour moi. Je suis un professeur assistant à 3 000 $ et je suis certaine que c'est là tout ce que je puis espérer. » À l'origine, le poste de McClintock avait été créé spécialement pour elle, par Stadler, et dépendait de lui,. McClintock pensait qu'elle n'obtiendrait aucune garantie d'emploi dans le Missouri, bien que certains aient prétendu qu'elle savait qu'on lui proposerait une promotion au printemps 1942. Des preuves récentes révèlent que McClintock avait probablement décidé de quitter Missouri parce qu'elle n'avait plus confiance en son employeur ni en l'administration de l'université,. Au début de 1941, elle fut invitée par le directeur du département de génétique de Cold Spring Harbor à venir y passer l'été. Elle prit un congé sabbatique de Missouri dans l'espoir de trouver un poste ailleurs. Elle avait aussi accepté un poste de professeur invité à l'université Columbia, où son ancien collègue de Cornell, Marcus Rhoades, était professeur. Il lui offrit de partager ses recherches à Cold Spring Harbor sur Long Island. En décembre 1941, elle se vit offrir un poste de recherche par Milislav Demerec, le nouveau directeur et elle se joignit à l'équipe du Carnegie Institution of Washington du département de génétique (Cold Spring Harbor Laboratory).

## Cold Spring Harbor
Après une première année à titre temporaire, elle accepta une position permanente à  Cold Spring Harbor. Elle y fut largement productive et continua son travail sur le breakage-fusion-bridge cycle, l'utilisant comme substitut aux rayons X comme un outil pour cartographier de nouveaux gènes. En 1944, en reconnaissance de son implication dans le domaine de la génétique durant cette période, McClintock fut élue à l'Académie nationale des sciences — elle était la troisième femme à y être élue. En 1945, elle devint la première femme présidente de la Genetics Society of America. En 1944, elle entreprit une analyse cytogénétique de Neurospora crassa à la suite de la suggestion de George Wells Beadle, qui avait utilisé les mycètes pour démontrer la relation « un gène-une enzyme ». Il l'invita à Stanford pour commencer l'étude. Elle réussit à décrire le nombre de chromosomes, ou caryotype, de Neurospora crassa et décrivit son cycle de vie entier. Neurospora crassa est depuis devenu un organisme modèle pour l'analyse génétique classique.

## Découverte d'éléments de contrôles

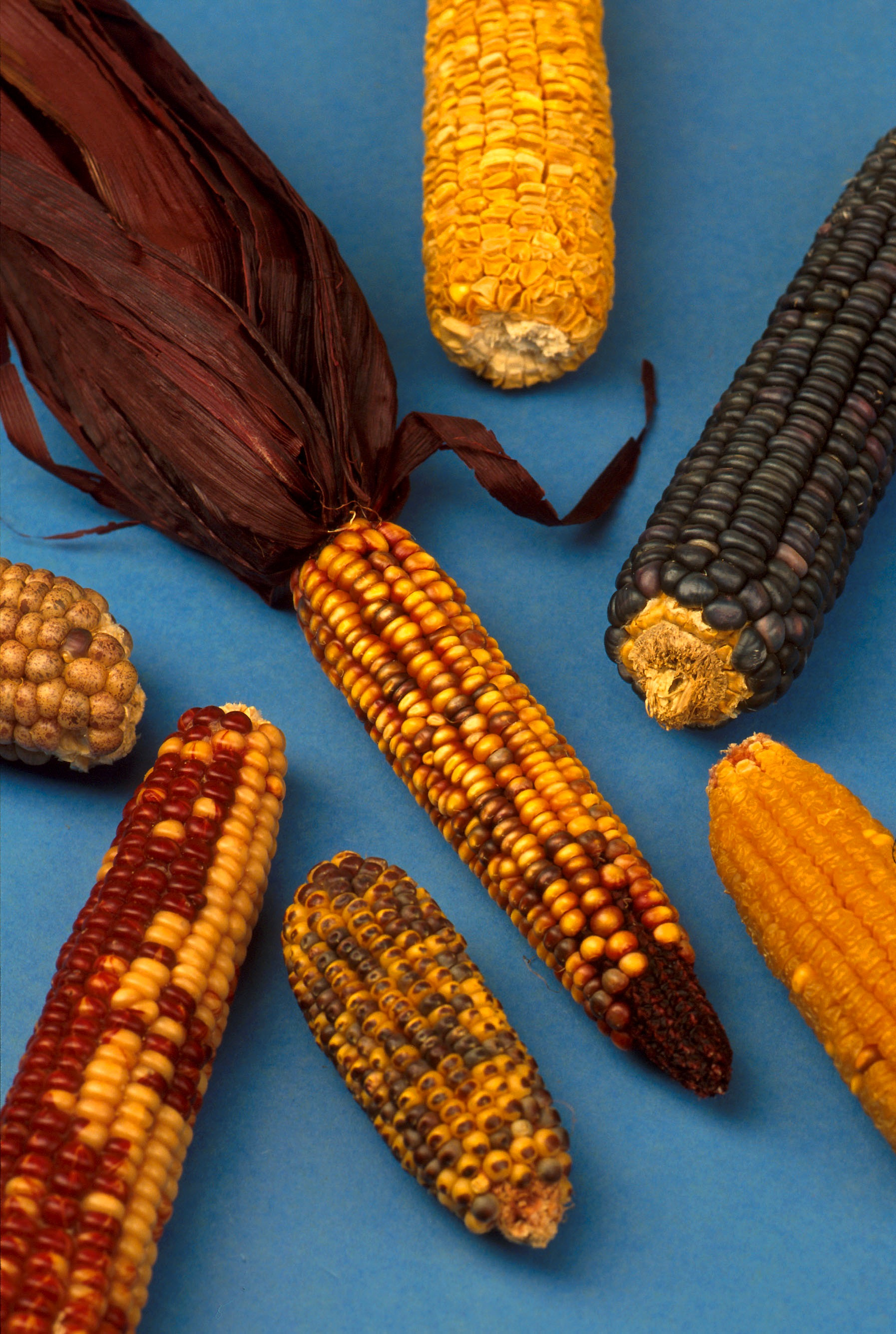
Épis de maïs démontrant diverses mutations.

Durant l'été de 1944 à Cold Spring Harbor, McClintock commença l'étude systématique de la mosaïque des patrons de couleurs des semences de maïs et de l'instabilité de son héritage. Elle identifia deux nouveaux locus génétiques dominants interagissant qu'elle nomma Dissociator (Ds) et Activator (Ac). Elle trouva que le Dissociator ne permettait pas seulement la dissociation mais était aussi la cause de la cassure du chromosome, et ajoutait une variété d'effets sur les gènes voisins lorsque l'Activator était aussi présent. Au début de 1948, elle fit la surprenante découverte que les Dissociator et Activator pouvaient transposer, ou changer de position, sur le chromosome.
Elle observa les effets de la transposition de Ac et Ds par le changement du patron de coloration des grains de maïs à travers des générations aux croisements contrôlés, et décrivit la relation entre deux locus à l'aide d'analyse microscopiques complexes. Elle en a conclu que Ac contrôlait la transposition de Ds du chromosome 9, et que le mouvement de Ds était accompagné par la brisure du chromosome. Lorsque Ds se déplace, le aleurone- color gene est relevé de son effet suppresseur de Ds et est transformé en une forme active, laquelle initialise la synthèse du pigment dans les cellules. La transposition de Ds se fait au hasard des différentes cellules, il est possible qu'il se déplace dans certaines et d'autres non, ce qui cause la mosaïque de couleurs. La grosseur de la zone colorée sur les semences est déterminée par leur stade de développement au moment de la dissociation. McClintock trouva aussi que la transposition de Ds est déterminée par le nombre de copies de Ac dans la cellule.
Entre 1948 et 1950, elle développe une théorie portant ces éléments mobiles régulant les gènes par inhibition ou modulation de leur action. Elle utilisa les mots Dissociator et Activator comme des controlling units—plus tard, comme controlling elements— pour les distinguer des gènes. Elle émit l'hypothèse que la régulation génique pouvait expliquer comment des organismes multicellulaires complexes composés de cellules aux génomes identiques pouvaient avoir des cellules aux fonctions différentes. La découverte de McClintock défiait le concept d'un génome comme un ensemble d'instructions statiques passées entre les générations. En 1950, elle publia son travail sur Ac/Ds et ses idées sur la régulation génique dans un article intitulé The origin and behavior of mutable loci in maize dans la revue Proceedings of the National Academy of Sciences. Durant l'été 1951, lorsqu'elle présenta son travail sur la mutabilité des gènes du maïs au symposium annuel à Cold Spring Harbor, le papier présenté était plutôt intitulé « Chromosome organization and genic expression ».
Son travail sur les éléments régulateurs et la régulation génique était conceptuellement difficile et ne fut pas immédiatement compris et accepté par ses contemporains ; elle décrivit la réception de sa recherche comme « puzzlement, even hostility » (« perplexe, même hostile »). Malgré cela, McClintock continua à développer ses idées sur les éléments de contrôle. Elle publia un article dans Genetics en 1953 où elle présentait toutes ses données statistiques et entreprit en 1950 une tournée de conférences dans les universités pour parler de ses travaux. Elle continua ses investigations et identifia un nouvel élément qu'elle nomma Suppressor-mutator (Spm), lequel, bien que similaire à Ac/Ds démontrait un comportement plus complexe. Se basant sur les réactions des autres scientifiques à son travail, McClintock sentait qu'elle risquait de s'aliéner le courant de pensée dominant en science, et à partir de 1953, arrêta de publier les résultats de ses recherches sur les éléments de contrôle.

### Origines du maïs

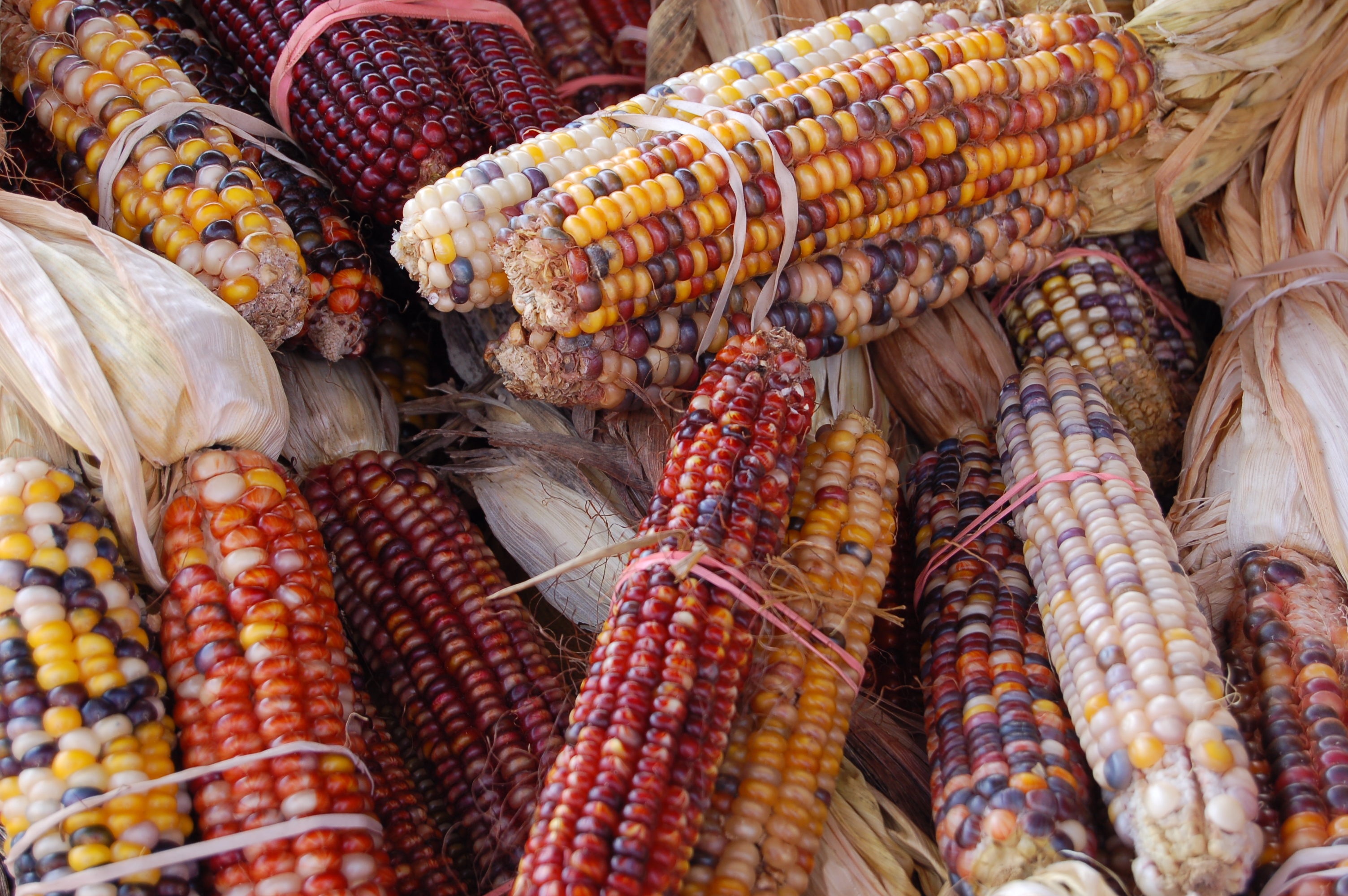
Variétés de maïs.

En 1957, McClintock reçut de l'argent de la National Science Foundation, et la Fondation Rockefeller la commandita afin qu'elle commence des recherches sur le maïs en Amérique du Sud, un endroit riche en variété d'espèces. Elle s'intéressait à l'évolution du maïs, et se rendre en Amérique du Sud lui permit d'y travailler. McClintock explora les caractéristiques chromosomiques, morphologiques, et évolutionnaires de plusieurs races de maïs. À partir de 1962, elle supervisa quatre scientifiques travaillant sur le maïs d'Amérique du Sud à l'université de Caroline du Nord, à Raleigh. Deux de ces récipiendaires de la Rockefeller, Almeiro Blumenschein et T. Angel Kato, continuèrent leurs recherches sur les races de mais sud-américain jusqu'aux années 1970. En 1981, Blumenschein, Kato, and McClintock publièrent Chromosome constitution of races of maize, qui est considéré comme l'étude référence sur le maïs et qui contribua significativement aux domaines de la botanique de l'évolution, l'ethnobotanique et la paléobotanique.

### Redécouverte des éléments de contrôle de McClintock
McClintock prit officiellement sa retraite de sa position de Carnegie en 1967, et elle fut faite « Membre distinguée du service de Carnegie Institution de Washington ». Cet honneur lui permit de continuer son travail avec les étudiants gradués et ses collègues du Cold Spring Laboratory en tant que scientifique émérite. En référence à sa décision prise 20 ans plus tôt de ne plus publier ses résultats sur les éléments de contrôle, elle écrivit en 1973 :

« Au fil des ans, j'ai trouvé difficile, voire impossible, d'amener une autre personne à réaliser l'existence de ses postulats quand par le biais de quelque expérience, j'en avais moi-même pris conscience. Cela est devenu douloureusement évident lors de mes tentatives, dans les années 1950, pour convaincre les généticiens que l'action des gènes devait être et était contrôlée. Il est tout aussi douloureux aujourd'hui de reconnaître la rigidité des spéculations de beaucoup de personnes sur la nature des éléments de contrôle dans le maïs et leur mode opératoire. Il faut attendre le moment propice pour les changements de paradigme,. »

L'importance des contributions de McClintock fut mise en lumière dans les années 1960, lorsque les généticiens français François Jacob et Jacques Monod décrivirent la régulation génétique de l'opéron lactose, un concept qu'elle avait démontré avec Ac/Ds en 1951. À la suite du papier de Jacob et Monod de 1961 dans le Journal of Molecular Biology, « Genetic regulatory mechanisms in the synthesis of proteins », McClintock écrivit un article pour American Naturalist comparant l'opéron lac et son travail sur les éléments de contrôle chez le maïs. La contribution de McClintock à la biologie n'est pas encore complètement reconnue comme ayant contribué à la découverte de la régulation génétique.
La découverte de la transposition a été attribuée à McClintock à la suite de la découverte de ce processus dans les bactéries et la levure vers la fin des années 1960 et du début de 1970. Durant cette période, la biologie moléculaire développa de nouvelles technologies, et les scientifiques furent capables de démontrer la base moléculaire de la transposition. En 1970, Ac et Ds furent clonés et il a été démontré qu'il s'agit de transposons de classe II. Ac est un transposon complet qui peut produire une transposase fonctionnelle, qui est requise pour permettre le déplacement de l'élément dans le génome. Ds avait une mutation dans son gène de la transposase, ce qui l'empêchait de bouger sans l'ajout d'une source de transposase. Tel que McClintock l'observa, Ds ne pouvait migrer en l'absence d'Ac. Spm a aussi été caractérisé comme un transposon. Des recherches ultérieures montrèrent que les transposons ne se déplacent généralement que sous l'effet d'un stress, tel que l'irradiation ou le breakage, fusion, and bridge cycle, ainsi leur activation sous un stress peut être la source de variation génétique durant l'évolution. McClintock comprit le rôle des transposons dans l'évolution et la connaissance du génome en fut beaucoup changé bien avant que la majorité des chercheurs l'aient compris. De nos jours, Ac/Ds sont utilisés comme un outil en biologie des plantes pour générer des plantes mutantes servant à la caractérisation de la fonction des gènes.

### Honneurs et reconnaissances
McClintock a été récompensée par la National Medal of Science, une des plus importantes distinctions américaines, par Richard Nixon en 1971. Cold Spring Harbor nomma un bâtiment en son honneur en 1973. En 1981, elle devint la première récipiendaire de la bourse de la Fondation MacArthur, ainsi que par le prix Albert-Lasker pour la recherche médicale fondamentale, le Wolf Prize in Medicine et par la médaille Thomas Hunt Morgan de la Genetics Society of America. En 1982, elle fut récompensée par le prix Louisa-Gross-Horwitz pour sa recherche portant sur l'« évolution de l'information génétique et le contrôle de son expression ». Elle reçut le prix Nobel de physiologie ou médecine en 1983, remis par la Fondation Nobel pour la découverte des « éléments génétiques mobiles », plus de 30 ans après sa découverte initiale du phénomène des éléments de contrôle.
Elle fut récompensée par 14 doctorats honorifiques en sciences et d'un doctorat en Humane Letters (Litterarum humanarum doctor). En 1986, elle fut introduite au National Women's Hall of Fame. Durant ses dernières années de vie, McClintock mena une vie plus publique, spécialement après la publication en 1983 du livre d'Evelyn Fox Keller A feeling for the organism où elle racontait son histoire. Elle assurait une présence régulière à la communauté de Cold Spring Harbor, et donnait des conférences sur les éléments génétiques mobiles ainsi que sur l'histoire de la recherche en génétique aux scientifiques juniors. Une anthologie de ses 43 publications The discovery and characterization of transposable elements: the collected papers of Barbara McClintock a été publiée en 1987. McClintock mourut près de Cold Spring Harbor à Huntington (État de New York), le 2 septembre 1992 à 90 ans ; elle ne s'était jamais mariée et n'a pas eu d'enfants.

## Héritage

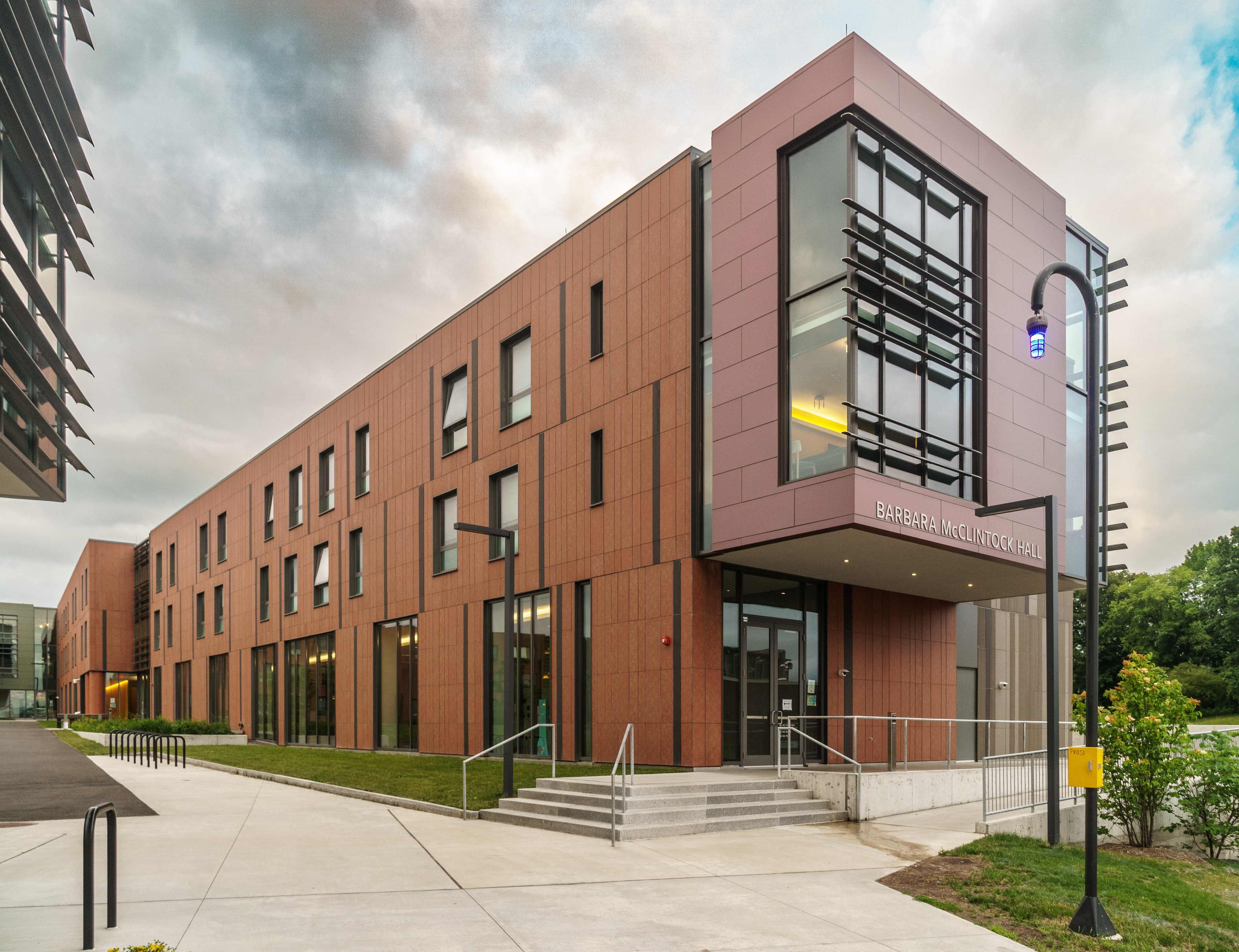
Le Barbara McClintock Hall, université Cornell, Ithaca, New York, fit partie de l'extension résidentielle du campus nord 2022 (NCRE).

Depuis sa mort, McClintock a été le sujet de travaux biographiques par l'historien de science Nathaniel Comfort, dans The tangled field: Barbara McClintock's search for the patterns of genetic control. La biographie de Comfort conteste certaines affirmations à propos de McClintock, les décrivant comme le « mythe McClintock », qui avait été perpétué à la suite de la biographie de Keller. La thèse de Keller était que McClintock a longtemps été ignorée parce qu'elle était une femme travaillant en sciences, alors que Comfort assure que McClintock était plutôt bien vue par ses pairs, même dans ses premières années de carrière. Bien que Comfort argumente que McClintock n'était pas une victime de discrimination sexuelle, elle est citée dans plusieurs études féministes (gender studies), et certains travaux récents de biographie sur les femmes en sciences y rapportent son expérience. Elle y joue le rôle d'un modèle pour les filles dans des livres de littérature enfantine tels que ceux d'Edith Hope Fine Barbara McClintock, Nobel Prize geneticist, de Deborah Heiligman Barbara McClintock: alone in her field et de Mary Kittredge Barbara McClintock ou Naomi Pasachoff, Barbara McClintock, Genius of Genetics.
McClintock a été la vedette d'une émission de quatre timbres en 1989 en Suède illustrant le travail de généticiens ayant remporté un prix Nobel. De plus, le 4 mai 2005, le Service postal américain publia une série de timbres postaux commémorant les scientifiques américains, un ensemble de quatre timbres de 37 sous auto-adhésifs en plusieurs configurations. Les scientifiques représentés étaient Barbara McClintock, John von Neumann, Josiah Willard Gibbs et Richard Feynman.
Un bâtiment à l'université Cornell porte aujourd'hui son nom.

## Publications choisies
- (en) « A cytological and genetical study of triploid maize », Genetics, vol. 14,‎ 1929, p. 180–222 (lire en ligne)
- avec Harriet B. Creighton, (en) « A Correlation of Cytological and Genetical Crossing-Over in Zea Mays », Proceedings of the National Academy of Sciences, vol. 17,‎ 1931, p. 492–497 (lire en ligne)
- (en) « The order of the genes C, Sh, and Wx in Zea Mays with reference to a cytologically known point in the chromosome », Proceedings of the National Academy of Sciences, vol. 17,‎ 1931, p. 485–491 (lire en ligne)
- (en) « The stability of broken ends of chromosomes in Zea Mays », Genetics, vol. 26,‎ 1941, p. 234–282 (lire en ligne)
- (en) « Neurospora: preliminary observations of the chromosomes of Neurospora crassa », American Journal of Botany, vol. 32,‎ 1945, p. 671–78 (résumé)
- (en) « The origin and behavior of mutable loci in maize », Proceedings of the National Academy of Sciences, vol. 36,‎ 1950, p. 344–55 (lire en ligne)
- (en) « Induction of instability at selected loci in maize », Genetics, vol. 38,‎ 1953, p. 579–599 (lire en ligne)
- (en) « Some parallels between gene control systems in maize and in bacteria », American Naturalist, vol. 95,‎ 1961, p. 265–277 (résumé)
- avec T. A. Kato & A. Blumenschein, (en) « Chromosome constitution of races of maize. Its significance in the interpretation of relationships between races and varieties in the Americas », Colegio de Postgraduados Chapingo, Mexico,‎ 1981

### Traductions de
1. ↑  (en) « Over the years I have found that it is difficult if not impossible to bring to consciousness of another person the nature of his tacit assumptions when, by some special experiences, I have been made aware of them. This became painfully evident to me in my attempts during the 1950s to convince geneticists that the action of genes had to be and was controlled. It is now equally painful to recognize the fixity of assumptions that many persons hold on the nature of controlling elements in maize and the manners of their operation. One must await the right time for conceptual change »